# Ancyridris
Ancyridris là một chi nhỏ bao gồm hai loài kiến trong phân họ Myrmicinae được miêu tả ở New Guinea.